# Антонюв (Шидловецький повіт)
Антонюв (пол. Antoniów) — село в Польщі, у гміні Хлевіська Шидловецького повіту Мазовецького воєводства.
Населення — 42 особи (2011).
У 1975-1998 роках село належало до Радомського воєводства.

## Демографія
Демографічна структура станом на 31 березня 2011 року:
|          | Загалом | Допрацездатний вік | Працездатний вік | Постпрацездатний вік |
| -------- | ------- | ------------------ | ---------------- | -------------------- |
| Чоловіки | 21      | 4                  | 15               | 2                    |
| Жінки    | 21      | 3                  | 8                | 10                   |
| Разом    | 42      | 7                  | 23               | 12                   |